# Ōno (Gifu)
Ōno (jap. 大野町 Ōno-chō) – miasto w Japonii, na wyspie Honsiu, w prefekturze Gifu. Według danych na rok 2020 miejscowość zamieszkiwało 22 041 mieszkańców , a gęstość zaludnienia wyniosła 644,5 os./km².